# 斯科茨堡 (紐約州)
斯科茨堡（英語：Scottsburg）是位於美國紐約州利文斯頓縣的普查規定居民點。

## 人口
根據2020年美國人口普查的數據，斯科茨堡的面積為0.43平方千米，皆為陸地。當地共有人口137人，而人口密度為每平方千米318.6人。